# Папа Хонорије IV
Папа Хонорије IV (умро у Риму, 3. априла 1287) је био 190. папа од 9. априла 1285. до 3. априла 1287.